# Велики Поповац
Велики Поповац је насеље у Србији у општини Петровац на Млави у Браничевском округу. Према попису из 2022. било је 956 становника. Стари назив насеља је Арнаут Поповац.

## Порекло становништва
Село је 1907. године бројало 306 кућа. Најстарије породице су Нестровићи, Равићи, Васићи и Карићи.
Према пореклу ондашње становништво Великог Поповца из 1907. године може се овако распоредити:
Косовско-метохијских досељеника има 2 породице са 105 кућа:
- Нестровићи славе св. Лазара, стара слава им је св. Никола.
- Васићи славе св. Трифуна, досељени из Вучитрна.

Из Шумадије има 2 породице са 71 куће:
- Равићи (36 кућа) славе св. Јована, досељени из Сараораца.
- Карићи (35 кућа) славе Ђурђевдан, досељени из Миливе.
- Остале су породице махом из Тимочке Крајине.

## Демографија
У насељу Велики Поповац живи 1066 пунолетних становника, а просечна старост становништва износи 42,7 година (40,8 код мушкараца и 44,8 код жена). У насељу има 298 домаћинстава, а просечан број чланова по домаћинству је 3,23.
Ово насеље је великим делом насељено Србима (према попису из 2002. године).
|  |

| Демографија | Демографија | Демографија |
| Година      | Становника  | Становника  |
| ----------- | ----------- | ----------- |
| 1948.       | 1.864       |             |
| 1953.       | 1.941       |             |
| 1961.       | 1.921       |             |
| 1971.       | 1.770       |             |
| 1981.       | 1.582       |             |
| 1991.       | 1.672       | 1.333       |
| 2002.       | 1.244       | 1.646       |
| 2011.       | 1.169       |             |

| Етнички састав према попису из 2002.‍ | Етнички састав према попису из 2002.‍ | Етнички састав према попису из 2002.‍ | Етнички састав према попису из 2002.‍ | Етнички састав према попису из 2002.‍ |
| ------------------------------------ | ------------------------------------ | ------------------------------------ | ------------------------------------ | ------------------------------------ |
|                                      |                                      |                                      |                                      |                                      |
| Срби                                 | Срби                                 |                                      | 1.221                                | 98,15%                               |
| Румуни                               | Румуни                               |                                      | 5                                    | 0,40%                                |
| Мађари                               | Мађари                               |                                      | 5                                    | 0,40%                                |
| Хрвати                               | Хрвати                               |                                      | 4                                    | 0,32%                                |
| Македонци                            | Македонци                            |                                      | 3                                    | 0,24%                                |
| Црногорци                            | Црногорци                            |                                      | 2                                    | 0,16%                                |
| Муслимани                            | Муслимани                            |                                      | 1                                    | 0,08%                                |
| Власи                                | Власи                                |                                      | 1                                    | 0,08%                                |
| Албанци                              | Албанци                              |                                      | 1                                    | 0,08%                                |
| непознато                            | непознато                            |                                      | 1                                    | 0,08%                                |

| Година пописа     | 1948. | 1953. | 1961. | 1971. | 1981. | 1991. | 2002. |
| ----------------- | ----- | ----- | ----- | ----- | ----- | ----- | ----- |
| Број домаћинстава | 429   | 450   | 444   | 417   | 383   | 339   | 298   |

| Број чланова      | 1  | 2  | 3  | 4  | 5  | 6  | 7 | 8 | 9 | 10 и више | Просек |
| ----------------- | -- | -- | -- | -- | -- | -- | - | - | - | --------- | ------ |
| Број домаћинстава | 66 | 59 | 52 | 48 | 32 | 27 | 7 | 5 | 1 | 1         | 3,23   |

| Пол    | Укупно | Неожењен/Неудата | Ожењен/Удата | Удовац/Удовица | Разведен/Разведена | Непознато |
| ------ | ------ | ---------------- | ------------ | -------------- | ------------------ | --------- |
| Мушки  | 576    | 259              | 262          | 35             | 19                 | 1         |
| Женски | 526    | 140              | 270          | 105            | 10                 | 1         |
| УКУПНО | 1.102  | 399              | 532          | 140            | 29                 | 2         |

| Пол    | Укупно                    | Пољопривреда, лов и шумарство | Рибарство                            | Вађење руде и камена | Прерађивачка индустрија       |
| ------ | ------------------------- | ----------------------------- | ------------------------------------ | -------------------- | ----------------------------- |
| Мушки  | 228                       | 155                           | 0                                    | 1                    | 11                            |
| Женски | 160                       | 100                           | 0                                    | 0                    | 5                             |
| УКУПНО | 388                       | 255                           | 0                                    | 1                    | 16                            |
| Пол    | Производња и снабдевање   | Грађевинарство                | Трговина                             | Хотели и ресторани   | Саобраћај, складиштење и везе |
| Мушки  | 1                         | 12                            | 11                                   | 2                    | 3                             |
| Женски | 1                         | 0                             | 10                                   | 0                    | 1                             |
| УКУПНО | 2                         | 12                            | 21                                   | 2                    | 4                             |
| Пол    | Финансијско посредовање   | Некретнине                    | Државна управа и одбрана             | Образовање           | Здравствени и социјални рад   |
| Мушки  | 5                         | 0                             | 4                                    | 5                    | 12                            |
| Женски | 8                         | 1                             | 1                                    | 8                    | 18                            |
| УКУПНО | 13                        | 1                             | 5                                    | 13                   | 30                            |
| Пол    | Остале услужне активности | Приватна домаћинства          | Екстериторијалне организације и тела | Непознато            | Непознато                     |
| Мушки  | 3                         | 0                             | 0                                    | 3                    | 3                             |
| Женски | 2                         | 1                             | 0                                    | 4                    | 4                             |
| УКУПНО | 5                         | 1                             | 0                                    | 7                    | 7                             |